# King’s College (Cambridge)
Das King’s College ist ein College der University of Cambridge, England, Vereinigtes Königreich Großbritannien und Nordirland. Es wurde im Jahr 1441 von König Heinrich VI. gegründet. In den letzten Jahrhunderten hat sich das College allmählich mehr geöffnet und gehört nun zu den fortschrittlichsten in Cambridge.

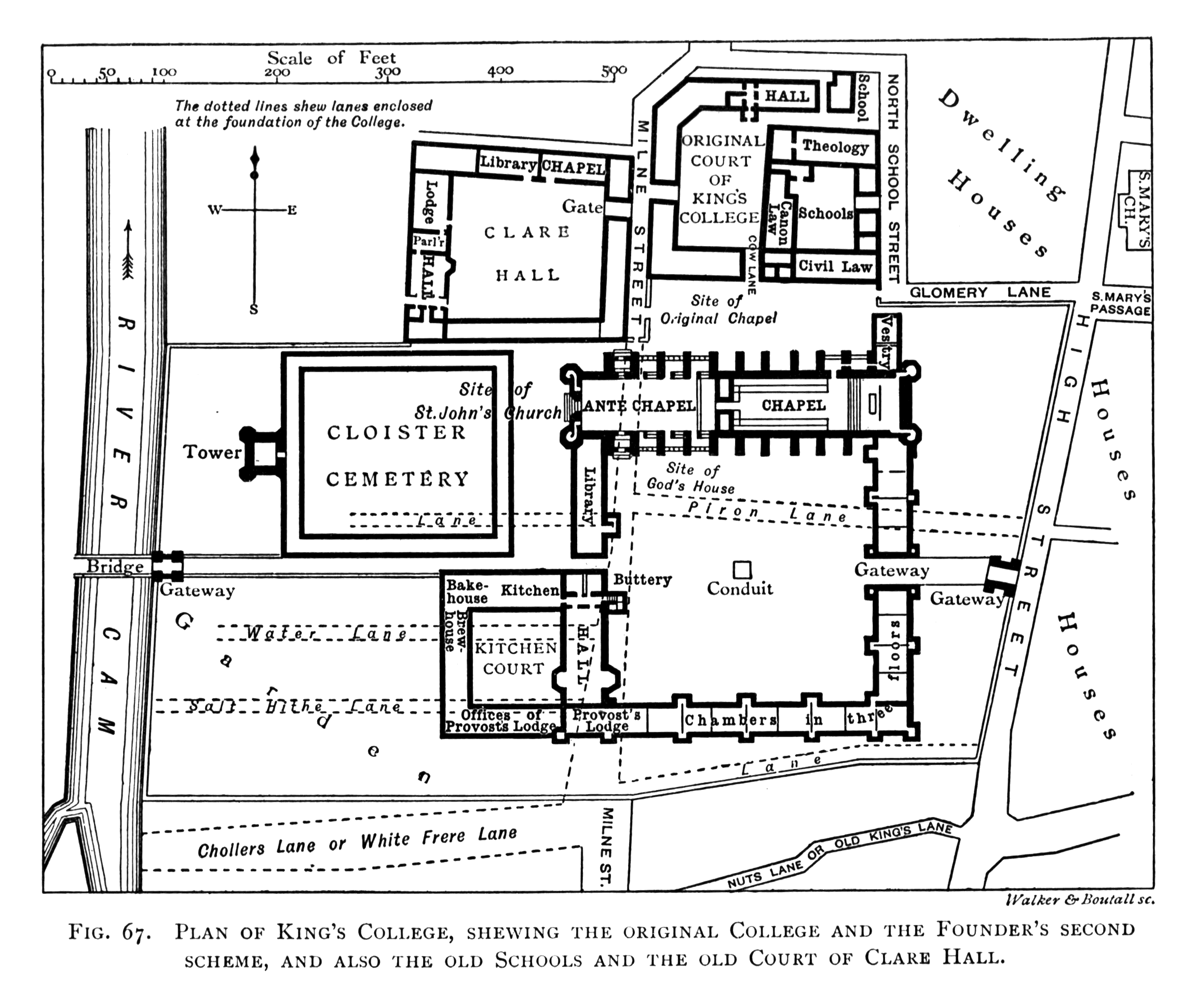
Heinrichs VI. unverwirklichter Plan für das King’s College

## Wappen
Das Wappen wurde dem King’s College 1449 verliehen. Es zeigt eine goldene Lilie auf blauem Grund und einen goldenen Löwen auf rotem Grund, beides entnommen aus dem Wappen des Gründers Heinrich VI., das seinerseits die Wappen des englischen und des französischen Königs in sich vereinte. Die drei silbernen Rosen symbolisieren die Gelehrsamkeit zu Ehren Gottes und der Jungfrau Maria, einer der Patronen des Colleges, der schwarze Grund steht für die Beständigkeit.

## Geschichte
Das King’s College wurde am 12. Februar 1441 von Heinrich VI. gegründet, ursprünglich nur für zwölf bedürftige Studenten. Am Ostersonntag, den 2. April 1441 legte der König selbst den Grundstein für den Old Court im Garten der Trinity Hall. Das College wurde der Jungfrau Maria und dem heiligen Nikolaus von Myra geweiht. Der erste Rektor und anfangs einziger Lehrer war William Millington, ein Fellow am Clare College. Ebenfalls 1441 ins Leben gerufen wurde der Chor, dessen Hauptaufgabe es bis heute ist, bei den Gottesdiensten und Stundengebeten in der King’s College Chapel zu singen.
Mit einer erneuten Gründungsurkunde vom 12. Juli 1443 erweiterte Heinrich VI. seine Pläne: Das neue College sollte nun 70 Scholaren und Fellows beherbergen. Die Studenten wurden jährlich aus den besten Schülern am Eton College ausgewählt, welches 1440 ebenfalls von Heinrich VI. gegründet wurde. Die Collegemitglieder wurden nach dreijährigem Studium auch ohne Universitätsexamen graduiert. Die Mehrzahl der Graduierten war verpflichtet, Theologie zu studieren und die Priesterweihe zu empfangen.
Da die ursprünglichen Baupläne nicht für diese Zahl von Studenten ausreichte, entwarf der König einen neuen Plan mit einer Kapelle als Nordseite des Hofs. Den Grundstein der King’s College Chapel legte er am 25. Juli 1446 südlich der bereits fertiggestellten Gebäude des Old Courts. Durch die Absetzung von Heinrich VI. in den Rosenkriegen wurde der Bau unterbrochen. Die Kapelle wurde als einziger Bestandteil dieses Planes bis 1515 unter den Tudor-Königen Heinrich VII. und Heinrich VIII. fertiggestellt.
1724 entwarf James Gibbs drei neue klassizistische Seitenflügel für den von Heinrich VI. geplanten Hof, von denen aber nur der westliche Flügel errichtet wurde. Erst 1828 wurde der neue Hof, der Front Court, unter William Wilkins im neogotischen Stil vollendet. Der Old Court wurde an die Universität verkauft und abgerissen, um Platz für eine neue Bibliothek zu machen.
1851 wurde das alte Privileg der Graduierung ohne Examen aufgehoben. 1861 wurde die Zahl der Collegemitglieder um 24 vergrößert. Es wurden auch erstmals Undergraduates von anderen Schulen als Eton zugelassen. Weitere Gebäude wurden errichtet. 1972 nahm das King’s College als eines der ersten Colleges in Cambridge auch Frauen auf.

## King’s College Chapel

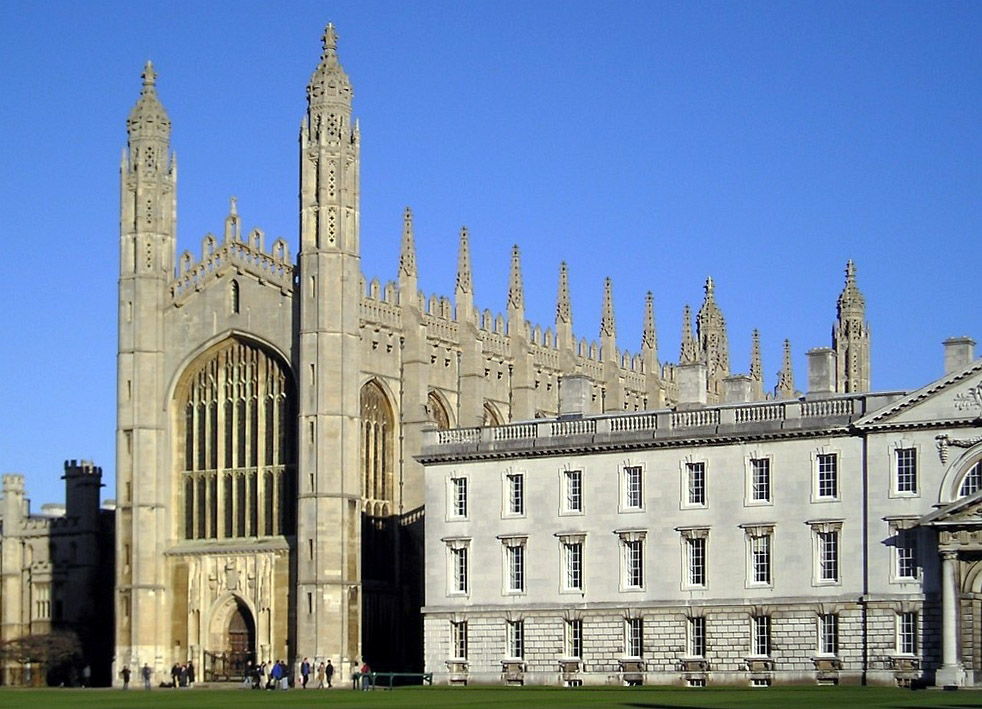
King’s College Chapel

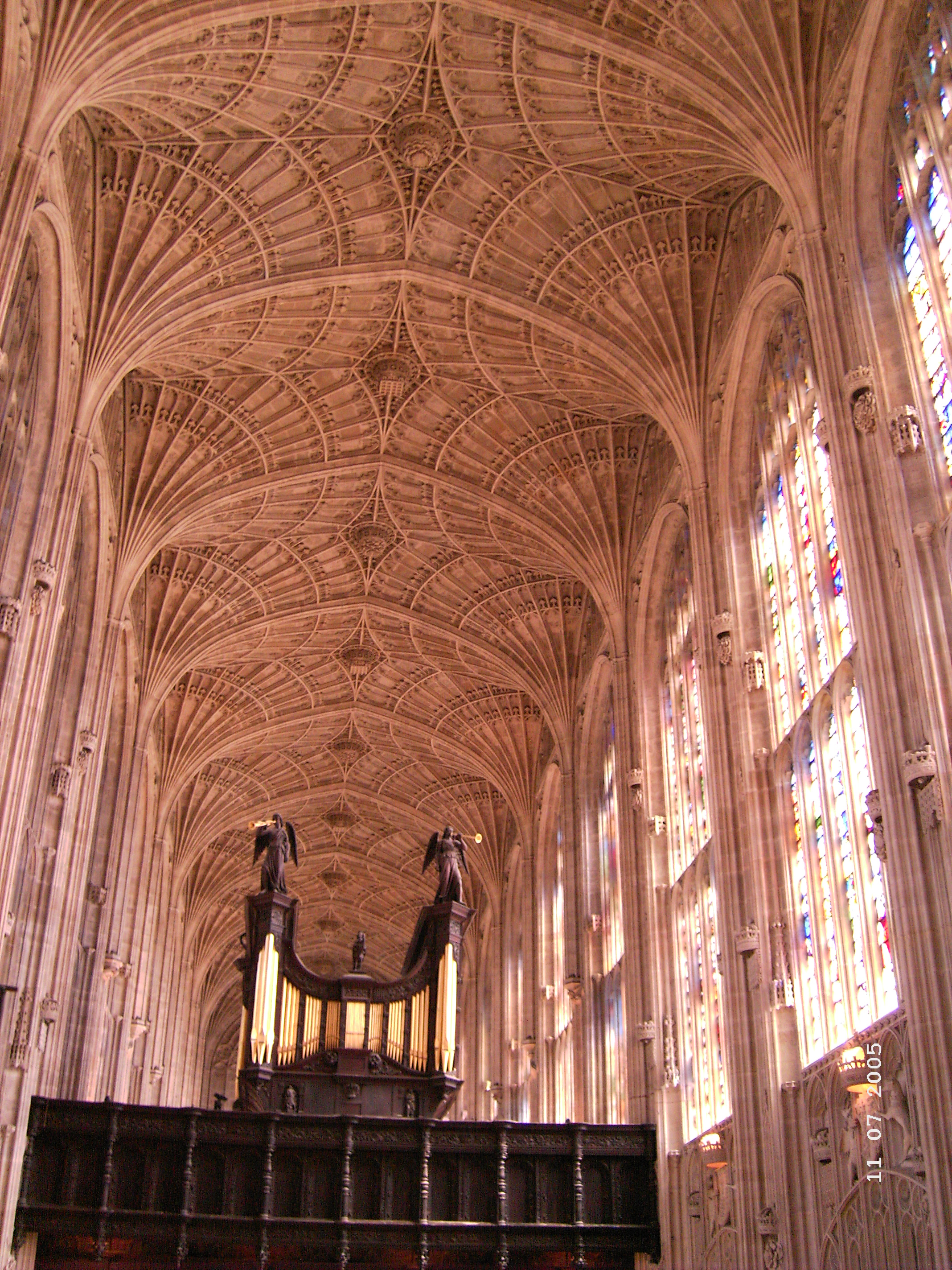
Das Gewölbe der Chapel

Die King’s College Chapel wird gemeinhin als das Wahrzeichen der Stadt gesehen und ist das vielleicht berühmteste Gebäude gotischer Architektur in Cambridge. Es wurde über einen Zeitraum von rund 100 Jahren in drei Etappen erbaut und verfügt über das größte Fächergewölbe der Welt (im typischen perpendicular style), viele Kirchenfenster und das Gemälde „Die Anbetung der Weisen aus dem Morgenland“ von Peter Paul Rubens. Die Kapelle wird weiterhin aktiv für Gottesdienste und einige andere Veranstaltungen des Colleges genutzt. Am Heiligabend findet dort alljährlich das Festival of Nine Lessons and Carols statt.

## Zahlen zu den Studenten
Im Dezember 2022 waren 789 Studenten am King’s College eingeschrieben. Davon strebten 463 (58,7 %) ihren ersten Studienabschluss an, sie waren also undergraduates. 326 (41,3 %) arbeiteten auf einen weiteren Abschluss hin, sie waren postgraduates, darunter 216 Doktoranden. 2020 waren es 739 Studenten gewesen, davon 291 im weiterführenden Studium, 2021 insgesamt 773.

## Alumni
- Laurence Saunders (1519–1555), Geistlicher und evangelischer Märtyrer
- Francis Walsingham (1532–1590), Begründer des englischen Geheimdienstes
- Sir John Harington (1561–1612), Staatsmann und Erfinder der Toilettenspülung
- Orlando Gibbons (1583–1625), Komponist
- Sir Robert Walpole (1676–1745), erster Premierminister Großbritanniens
- Edward Morgan Forster (1879–1970), Schriftsteller
- John Maynard Keynes (1883–1946), englischer Mathematiker und Ökonom
- Alan Turing (1912–1954), Mathematiker und einer der Urväter des Computers
- Robin Milner (1934–2010), Turing-Preisträger für ML und automatisches Beweisen
- Andrew Davis (1944–2024), Dirigent
- Salman Rushdie (* 1947), Schriftsteller
- Joseph Deiss (* 1946), ehem. Schweizer Wirtschaftsminister / 2010 Präsident der UNO-Generalversammlung
- Tony Judt (1948–2010), Historiker
- Antony Beaumont (* 1949), Musikwissenschaftler und Kapellmeister
- Julien Temple (* 1953), Filmregisseur
- Eleanor Sharpston (* 1955), Generalanwältin am Europäischen Gerichtshof
- Sir John Dermot Turing (* 1961), britischer Anwalt, Bänker, Autor und Historiker, Neffe von Alan Turing
- Zadie Smith (* 1975), Schriftstellerin